# Сими, Карло
Карло Сими (7 ноября 1924 — 26 ноября 2000) — итальянский архитектор, художник-постановщик и художник по костюмам, который часто работал с Серджо Леоне и Серджо Корбуччи, придавая их спагетти-вестернам уникальный вид. Наиболее известен своими костюмами и декорациями к фильму «Однажды на Диком Западе». Сими также построил город Эль-Пасо в пустыне Альмерия для второго вестерна Леоне «На несколько долларов больше». Построенная вокруг массивного берега, с видом на пустыню Табернас, виднеющейся между зданиями, декорация до сих пор существует как туристическая достопримечательность под названием «Мини-Голливуд». Сими сыграл в этом фильме управляющего банком: это была его единственная актёрская роль. Он также спроектировал кладбище Сэд-Хилл для последней сцены фильма «Хороший, плохой, злой».
Сими умер в Риме в 2000 году. Некоторые из его костюмов и декораций были выставлены в Музее американского Запада Национального центра Отри в Лос-Анджелесе в 2005 году. В 2018 году он посмертно получил награду «Leone in Memoriam» на фестивале западного кино в Альмерии к 50-летию фильма «Однажды на Диком Западе».

## Фильмография

### Как актёр
- На несколько долларов больше (1965) — менеджер банка Эль-Пасо (в титрах)

### Как художник по костюмам
- Два гангстера на Диком Западе (1964)
- Пули не спорят (1964)
- Миннесота Клей (1964)
- Сто тысяч долларов для Ласситера (1966)
- Джанго (1966)
- Ринго и его золотой пистолет (1966)
- Техас, Адиос (1966)
- Эль халкон и ла преса (1966)
- Хороший, плохой, злой(1966)
- Лицом к лицу (1967)
- День гнева (1967)
- Однажды на Диком Западе (1968)
- Оро сангриенто (1969)
- Кровь на улицах (1973)
- Философия Карамболы: в правом кармане (1975)
- Кеома (1976)
- Ле ламабан Калифорния (1977)
- Серебряное седло (1978)
- Спагетти (1980)

### Как художник-постановщик
- Самый короткий день (1963)
- Cazador de recompensas (1966)
- Эль Дженио (1975)
- Бьянко, красное и Вердоне (1981)
- Ренегат (1987)
- Где начинается ночь (1991)